# Dereköy (Bodrum)
Dereköy ist ein zum Kreis Bodrum gehörendes Dorf in der Provinz Muğla.

## Lage
Das Dorf liegt etwa fünf Kilometer vom Meer entfernt auf der Bodrum-Halbinsel inmitten der Gebirgswelt. Durch den Ort verläuft eine Straße, die westlich von Gürece von der Hauptstraße Turgutreis - Bodrum nach Nordwesten abzweigt und in weiterer Folge nach Gümüşlük führt. Die Kreishauptstadt liegt 15 Kilometer entfernt.

## Bevölkerung
2008 lebten 897 Menschen in dem abseits des Massentourismus liegenden Ort. Der Ortsvorsteher heißt Hüseyin Can.

## Besonderheit
Im Ort werden Schnitzereien aus Kürbissen angefertigt, die dann sowohl vor Ort als auch in den Souvenirläden in den Küstenorten angeboten werden.